# Arthur Robison
Pour les articles homonymes, voir Robison.
Arthur Robison est un réalisateur allemand, né le 25 juin 1883 à Chicago (Illinois) et mort le 20 octobre 1935 à Berlin.

## Biographie
Né dans une famille germano-américaine et élevé en Allemagne, Arthur Robison commence sa carrière de réalisateur au temps du cinéma muet pendant la Grande Guerre. Il se fait remarquer avec un premier film marquant, Nuit d'horreur.
Il réalise en 1923 son film le plus important, Le Montreur d'ombres, qui est l'une des meilleures illustrations de l'expressionnisme au cinéma.
Il fait partie, avec Friedrich Wilhelm Murnau et Wilhelm Dieterle notamment, de la première émigration de cinéastes allemands vers les États-Unis dans la seconde moitié des années 1920.
En 1933, il retourne en Allemagne, où il tourne des films pour la UFA sous le Troisième Reich. Toutefois, il meurt prématurément en 1935, deux mois après la fin du tournage d'une nouvelle version de L'Étudiant de Prague (la troisième après celles de 1913 et de 1926).

## Filmographie
- 1916 : Nuit d'horreur (Nächte des Grauens)
- 1923 : Zwischen Abend und Morgen
- 1923 : Le Montreur d'ombres (Schatten - Eine nächtliche Halluzination)
- 1925 : Pietro, der Korsar
- 1926 : Manon Lescaut (d'après le roman de l'Abbé Prévost)
- 1927 : Der Letzte Walzer
- 1928 : Die Todesschleife
- 1929 : The Informer
- 1931 : Soyons gais, version tournée en français de Let Us Be Gay
- 1931 : Quand on est belle
- 1931 : Le Père célibataire
- 1931 : Mordprozeß Mary Dugan
- 1932 : Jenny Lind (sur la cantatrice suédoise Jenny Lind)
- 1933 : Tambour battant (Jungen Dessauers große Liebe, Des)
- 1934 : Le Secret des Woronzeff
- 1934 : Fürst Woronzeff
- 1935 : Les Époux célibataires
- 1935 : Mach' mich glücklich
- 1935 : L'Étudiant de Prague (Der Student von Prag)